# ساكساجليبتين
ساكساجليبتين(Saxagliptin)، الذي يباع تحت الاغسم التجاري أونجليزا( Onglyza) ، هو دواء يستخدم لعلاج مرض السكري من النوع الثاني.  يتم استخدامه عادةً إما مع الميتفورمين أو عندما لا يتم تحمل الميتفورمين.  و يؤخذ عن طريق الفم. 
وتشمل الآثار الجانبية الشائعة لهذا العقار على؛ الصداع و التهاب المسالك البولية.  و قد تشمل الآثار الجانبية الأخرى على التهاب البنكرياس و آلام المفاصل وانخفاض نسبة السكر في الدم وفشل القلب أيضا.  في حين أنه لا يوجد دليل على ضرره أثناء الحمل، إلا أن استخدامه خلاله لم يتم دراسته بشكل جيد.  و هو ينتمي إلى فئة مثبط ثنائي الببتيديل ببتيداز-4 (DPP-4) الذي يزيد الأنسولين بشكل غير مباشر عند الحاجة. 
تمت الموافقة عليه للاستخدام الطبي في الولايات المتحدة و أوروبا في عام 2009.   في المملكة المتحدة، يكلف 4 أسابيع من العلاج هيئة الخدمات الصحية الوطنية حوالي 32 جنيهًا إسترلينيًا اعتبارًا من عام 2021.  هذا المقدار في الولايات المتحدة يكلف حوالي 400 دولار أمريكي.  إضافة إلى ذلك، فهو متوفر أيضًا مع أدوية أخرى بما في ذلك الميتفورمين(metformin) أو داباجليفلوزين(dapagliflozin). 